# شمير
شمير هي منطقة في اليمن تتبع محافظة تعز إدارياً وتسمى أحياناً شمير مقبنة.
تتميز بمناظرها الخلابة وطبيعتها الساحرة التي تتنوع من السهول الممتدة إلى الجبال العالية. وتقسم إدارياً إلى عدة عزل من أهمها ميراب الملاحطه واخدوع أعلى واخدوع اسفل والمجاعشه والبراشه. وقد نبغ منها عدة علماء منهم الشيخ حسان بن سعيد السوغي المتوفى في قرية ركاب، والشيخ عبد السلام محمد الحداد في قرية الحقيل والشيخ عبد الجليل بن الشيخ حسان في قرية السواغ والشيخ عبد الرقيب حامد في قرية الهقيف، وهم من الأئمة المشائخ والحجج الثوابت في المذاهب الأربعة، والشيخ علي بن علي المنبري شيخ عزلة بيدحة .

## الموقع
تقع في إطار الجزء الغربي لمحافظة تعز. يحدها من الشمال محافظة الحديدة ومن الجنوب مديريتا المعافر وموزع، وجزء من مديرية جبل حبشي. أما من الشرق فيحدها مديريتا شرعب الرونة وجبل حبشي، ومن الغرب مديريتا موزع والمخا.

## المساحة والسكان
- المساحة : 1160 كم2
- السكان : 186.705 نسمة
- الكثافة السكانية : 161/ كم2

نسب أهالي شمير (لشمير بن صعب بن الحارث بن ذي رعين الحميري)، وهي قبائل يمنية حميرية الأصل وكل من ينتسب إليها يدعى الشميري
يسكن أهالي شمير بمنطقة شمير نسبة لهم.[ما هي؟]

## التقسيم الإداري
تنقسم إلى ثلاثة مخاليف هي: مخلاف شمير (مقبنة) ومخلاف الضريبات ومخلاف ميراب.
وتحتوي هذه المديرية تسعة وعشرين عزلة مقسمة على تلك المخاليف الثلاث «الآنفة الذكر». هذه العزل هي «السواغ أوالسواغين، وركاب، الأخلود، الأكلوع، الاعدوف، الحبيبة، الملاحطة.العفيف، المجاعشة (برح الشجين، الجينة ، البرح الاعلى ، المناخ ، العشاعيش ، الحازم ، جند اعلى و اسفل، الكريف ، عمر ، المحربة ، الاشواع  )، السعيدة ، قطبة، بيدح ، المدحن ، نفناف ، دولية ، الجيبل ، الموج ، البطنة ،برح الميجر، الحنكة،أخدوع«أعلى وأسفل»، الوريف، العفيرة، القحيفة، جاحر، العشمله، العبدلة، الأعدوف، الحبيبة،{الحقيل -الرباط-الشرف-الاكمة -الاشعوب -المنبر-النجيد- بني جعفر-عراصم-وادي عمر-الصرحه، الجماهرة، ميراب، بني غاوي، الحنيشه، بني سيف، الجوف، الكرابدة، الصعيرة، الفكيكة، المجاهدة، سقم، الخياشن، البراشة، بيدحة». هذا بالإضافة إلى قرى «هجدة وبني حمير، وبني صلاح والمنابرة ومحرقة واليمن، ويقع مركز المديرية في مدينة البرح..

## المواقع والمزارات الأثرية والتاريخية والسياحية
يوجد بها العديد من المواقع الأثرية، أهمها : قلعة مؤيمرة الموجودة في قمة جبل مؤيمرة القريب لمناطق الاشعوب والمويجر والمنبر والسواغ والحقيل– شمير، وكذلك كهف برادة – الزاوية التي تُنسب إلى زاوية الشيخ محمد بن حسان، ويوجد بها مسجد قديم وبعض المباني القديمة..
كذلك مغارة ميراب، وحصن احمد زيادالمغبشي، الذي يقع في قرية الحرف جوف ويوجد في المديرية حمامات طبيعية، منها حمام وادي رسيان وحمام وادي الطوير..

## الأنشطة والمقومات الاقتصادية للسكان
يعمل معظم سكان المديرية في الزراعة والرعي وتربية الحيوان، والبعض يعملون على قطع الأحجار ونقلها، وإنتاج الجبن المحلي. بينما يعتمد جزء آخر على تحويلات أقربائهم المغتربين خارج الوطن. وكذا يعتمد البعض على الصناعات اليدوية والفخارية والفضية والمنسوجات اليدوية. وبذلك فإن الحالة الاقتصادية العامة للمديرية متوسطة.
- أولاً: الإنتاج الزراعي:
  - الحبوب: الذرة الحمراء والبيضاء..
  - الخضروات: البطاطا، البسباس، الفجل..
  - الفواكه: النخيل، الجوافة، المانجو، الموز.
- ثانياً: الرعي وتربية الحيوانات: تربى الأبقار والماعز والضأن والدواجن للاستهلاك المحلي. وكذا يربى النحل وإنتاج العسل بكميات لا بأس بها.